# Bolesław Szyszkowski
Bolesław Szyszkowski (ur. 17 września 1891, zm. 16 listopada 1951) – polski działacz robotniczy.

## Życiorys

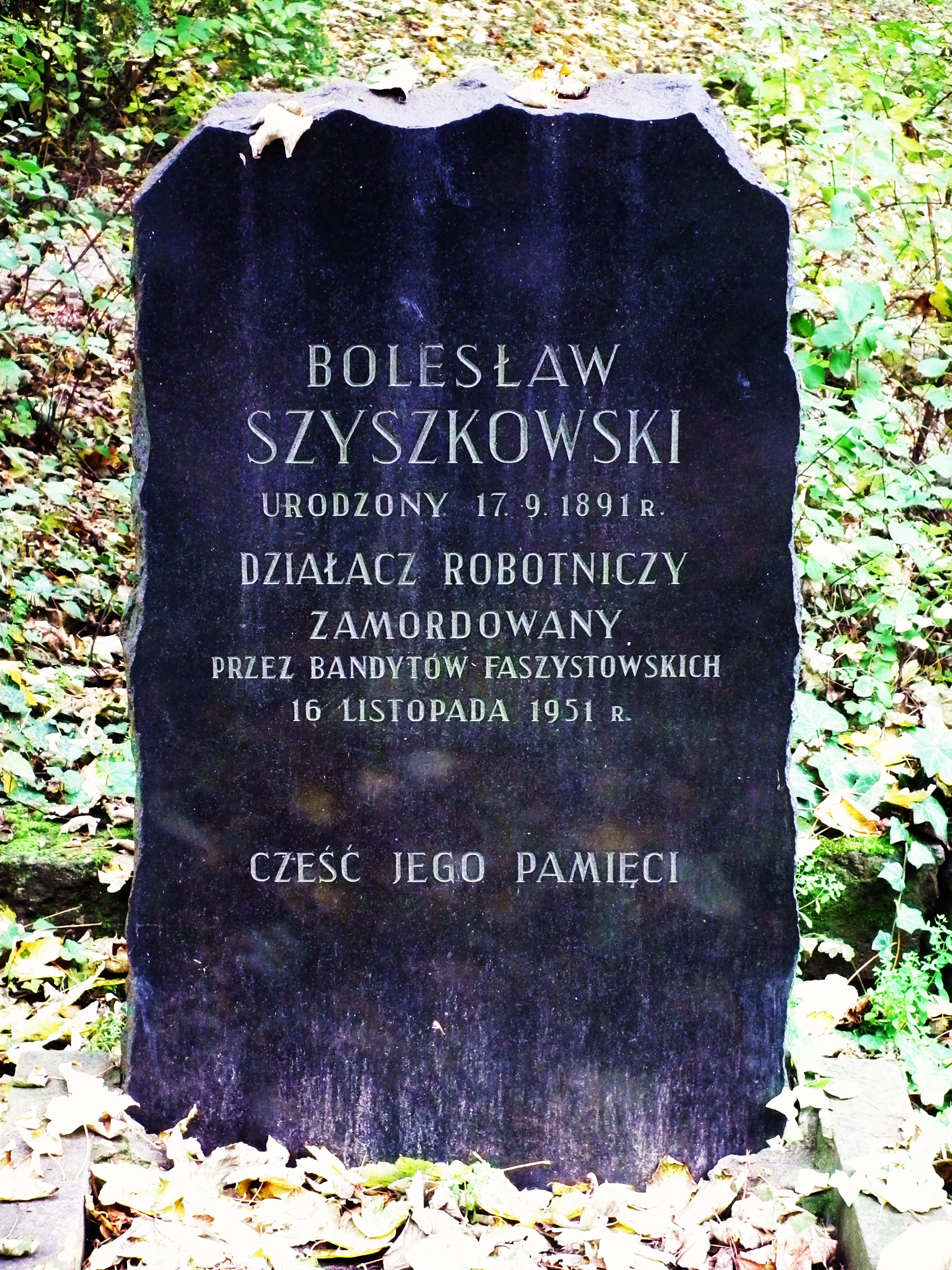
Nagrobek Bolesława Szyszkowskiego

Był działaczem robotniczym, był zaangażowany w zakresie przejmowania kontyngentów zbożowych od rolników na obszarze powiatu nowotomyskiego oraz gminy Grodzisk. Został zamordowany 16 listopada 1951 na drodze wiodącej ze Słocina do Grodziska.
Został pochowany na cmentarzu Bohaterów Polskich w Poznaniu. Na nagrobku zachowanym do XXI wieku umieszczono inskrypcję: zamordowany przez bandytów faszystowskich.
Wkrótce okazało się, że zabójstwo to nie było mordem politycznym, lecz Szyszkowski był przypadkową ofiarą dezertera z Ludowego Wojska Polskiego. Na wspólnej sesji Gminnej i Miejskiej Rady Narodowej w Grodzisku Wielkopolskim w dniu 28 listopada 1951 uchwalono, że zamordowany zostanie patronem ulicy, przy której zginął. W 1990 ulicę przemianowano na Stanisława Mikołajczyka.
Postanowieniem prezydenta Bolesława Bieruta z 19 listopada 1951 został pośmiertnie odznaczony Krzyżem Oficerskim Orderu Odrodzenia Polski za ofiarną i pełną poświęcenia pracę społeczną.